# Unibet Open
Unibet Open – cykl turniejów pokerowych odbywających się głównie w Europie, podczas których rywalizuje się w grach Texas Hold’em, Casino Challenge i mistrzostwach zakładów na żywo prowadzonych przez firmę Unibet International. Seria Unibet Open rozpoczęła się w 2007 roku w Warszawie.
Co roku, Unibet Open odwiedza nowe miejsca, grano już między innymi w Pradze, Londynie, Algrave, Budapeszcie, Walencji czy Barcelonie. Ostatni z nich zakończył się w grudniu 2012 roku na karaibskiej wyspie St. Marteen. Głównym zadaniem Turnieju jest promowanie rywalizacji między amatorami i zawodowcami z całego świata. W większości turniejów udział bierze 30 graczy, a pula nagród osiąga 500 000 euro.
Oprócz głównego turnieju, każdemu etapowi zawodów Unibet Open towarzyszą turnieje uzupełniające, gry pieniężne i imprezy organizowane specjalnie dla graczy. Wszystkie imprezy Unibet Open, z rozgrywkami finałowymi włącznie, są relacjonowane na żywo, a w dniu finałów istnieje możliwość wnoszenia zakładów na żywo.
Od 2011 roku turniej Unibet Open odbywa się także w wersji online oraz obejmuje dodatkowe imprezy na żywo, takie jak Casino Challenge i mistrzostwa obstawiania na żywo. Nowatorskie połączenie imprez live i zabawy w internecie zostało przyjęte przez uczestników z uznaniem.
Unibet International to spółka publiczna notowania na Sztokholmska Giełda Papierów Wartościowych. Od rozpoczęcia działalności – w 1997 roku firma Unibet.com udostępnia ponad 6,7 milionom użytkowników platformę do gry w pokera online, gier kasyno online, gier programowych i zakładów sportowych.

## Poprzedni zwycięzcy
| Rok              | Lokalizacja          | Zwycięzca               | Zwycięzca       | Nagroda (w euro) |
| ---------------- | -------------------- | ----------------------- | --------------- | ---------------- |
| Grudzień 2007    | Warszawa             | Stale Lokse             | Norwegia        | 38 956           |
| Maj 2008         | Madryt               | Joao Barbosa            | Portugalia      | 115 000          |
| Wrzesień 2008    | Mediolan             | Domenico Tinnirello     | Włochy          | 121 000          |
| Grudzień 2008    | Warszawa             | Simon Johansson         | Szwecja         | 120 170          |
| Marzec 2009      | Budapeszt            | Alvaro Aspas            | Hiszpania       | 135 000          |
| Maj 2009         | Algarve              | Andre Dias              | Portugalia      | 151 000          |
| Lipiec 2009      | Londyn               | Thanh Doan              | Finlandia       | Około 187 000    |
| Wrzesień 2009    | Praga                | Fuat Can                | Szwecja         | 167 500          |
| Grudzień 2009    | Warsaw               | Jimmy Jonsson           | Szwecja         | 161 271          |
| Marzec 2010      | Budapeszt            | Anthon-Pieter Wink      | Holandia        | 172 500          |
| Czerwiec 2010    | Bułgaria             | Dan Murariu             | Rumunia         | 150 705          |
| Sierpień 2010    | Praga                | Henri Ojala             | Finlandia       | 157 000          |
| Październik 2010 | Walencja             | Thomas Thang            | Dania           | 138 080          |
| Grudzień 2010    | Londyn               | Paul Valkenburg         | Holandia        | Około 121 820    |
| Marzec 2011      | Malta                | Mateusz Moolhuizen      | Holandia        | 117 000          |
| Kwiecień 2011    | Unibet Open Online 1 | Roger Ersberg           | Szwecja         | 9 810            |
| Maj 2011         | Unibet Open Online 2 | Costin Fucea            | Rumunia         | 7 830            |
| Czerwiec 2011    | Barcelona            | Rubén Sánchez Cebollada | Hiszpania       | 145 000          |
| Lipiec 2011      | Unibet Open Online 3 | Tim Verbon              | Holandia        | 7 500            |
| Sierpień 2011    | Unibet Open Online 4 | Alexander Debus         | Niemcy          | 7 500            |
| Sierpień 2011    | Dublin               | Paul Vas Nunes          | Wielka Brytania | 105 300          |
| Październik 2011 | Unibet Open Online 5 | Henrik Hecklen          | Dania           | 9 090            |
| Listopad 2011    | Unibet Open Online 6 | Alexander Debus         | Niemcy          | 9 900            |
| Grudzień 2011    | Ryga                 | Peter Harkes            | Holandia        | 90 016           |
| Luty 2012        | Praga                | Filip Verboven          | Belgia          | 100 000          |
| Marzec 2012      | Unibet Open Online 1 | David Sonelin           | Szwecja         | 9 410            |
| Maj 2012         | Paryż                | Jaroslaw Barglik        | Polska          | 140 539          |
| Lipiec 2012      | Unibet Open Online 2 | Piotr Kula              | Polska          | 7 574            |
| Wrzesień 2012    | Londyn               | Pratik Ghatge           | Wielka Brytania | 106 730          |
| Listopad 2012    | Unibet Open Online 3 | Ruslan Slipchenko       | Ukraina         | 15 759           |

## Transmisja na żywo
Wszystkie imprezy Unibet Open są dokładnie relacjonowane na żywo. Prowadzony jest blog turniejowy, w którym informacje na temat Turnieju umieszczane są niemal natychmiastowo, transmisje na żywo obejmują gry przy głównym stole, a w czasie rzeczywistym rozgrywek, galerie zdjęć i materiały wideo pojawiają się na stronie internetowej. Specjalny czat pozwala na bezpośrednie przekazywanie przez obserwujących swoich komentarzy.

## Daty turniejów Unibet Open 2012
| Miejscowość                                        | Kraj            | Kraj                   | Daty                           |
| -------------------------------------------------- | --------------- | ---------------------- | ------------------------------ |
| Praga                                              | Czechy          | Czechy                 | 16 lutego – 19 lutego 2012     |
| Unibet Open Online 1                               | –               | –                      | 25 marca 2012                  |
| Paryż                                              | Francja         | Francja                | 3 maja – 6 maja 2012           |
| Unibet Open Online 2                               | –               | –                      | 29 lipca 2012                  |
| Londyn                                             | Wielka Brytania | Wielka Brytania        | 13 września – 16 września 2012 |
| Unibet Open Online 3                               | –               | –                      | 4 listopada 2012               |
| Unibet Open imprezy specjalne z okazji 5. rocznicy |                 | Sint Maarten (Karaiby) | 3 grudnia – 7 grudnia 2012     |

## Daty turniejów Unibet Open 2011
| Miejscowość          | Kraj      | Kraj      | Daty                           |
| -------------------- | --------- | --------- | ------------------------------ |
| Malta                | Malta     | Malta     | 10 marca – 13 marca 2011       |
| Unibet Open Online 1 | –         | –         | 3 kwietnia 2011                |
| Unibet Open Online 2 | –         | –         | 15 maja 2011                   |
| Barcelona            | Hiszpania | Hiszpania | 9 czerwca – 12 czerwca 2011    |
| Unibet Open Online 3 | –         | –         | 3 lipca 2011                   |
| Unibet Open Online 4 | –         | –         | 14 sierpnia 2011               |
| Dublin               | Irlandia  | Irlandia  | 25 sierpnia – 28 sierpnia 2011 |
| Unibet Open Online 5 | –         | –         | 2 października 2011            |
| Unibet Open Online 6 | –         | –         | 13 listopada 2011              |
| Ryga                 | Łotwa     | Łotwa     | 1 grudnia – 4 grudnia 2011     |

## Daty turniejów Unibet Open 2010
| Miejscowość  | Kraj            | Kraj            | Daty                                 |
| ------------ | --------------- | --------------- | ------------------------------------ |
| Budapeszt    | Węgry           | Węgry           | 4 marca – 7 marca 2010               |
| Złote Piaski | Bułgaria        | Bułgaria        | 3 czerwca – 6 czerwca 2010           |
| Praga        | Czechy          | Czechy          | 5 sierpnia 2010 – 8 sierpnia 2010    |
| Walencja     | Hiszpania       | Hiszpania       | 7 października -10 października 2010 |
| Londyn       | Wielka Brytania | Wielka Brytania | 4 grudnia – 7 grudnia 2010           |

## Daty turniejów Unibet Open 2009
| Miejscowość | Kraj            | Kraj            | Daty                                |
| ----------- | --------------- | --------------- | ----------------------------------- |
| Budapeszt   | Węgry           | Węgry           | 4 marca – 8 marca 2009              |
| Algarve     | Portugalia      | Portugalia      | 14 maja – 17 maja 2009              |
| Londyn      | Wielka Brytania | Wielka Brytania | 16 lipca 2009 – 19 lipca 2009       |
| Praga       | Czechy          | Czechy          | 17 września 2009 – 20 września 2009 |
| Warszawa    | Polska          | Polska          | 3 grudnia – 6 grudnia 2009          |

## Daty turniejów Unibet Open 2008
| Miejscowość | Kraj      | Kraj      | Daty                            |
| ----------- | --------- | --------- | ------------------------------- |
| Praga       | Czechy    | Czechy    | Kwiecień 2008                   |
| Madryt      | Hiszpania | Hiszpania | 16 maja – 18 maja 2008          |
| Mediolan    | Włochy    | Włochy    | 19 września – 21 września 2008  |
| Warszawa    | Polska    | Polska    | 4 grudnia 2008 – 7 grudnia 2008 |

## Daty turniejów Unibet Open 2007
| Miejscowość | Kraj   | Kraj   | Daty                       |
| ----------- | ------ | ------ | -------------------------- |
| Warszawa    | Polska | Polska | 7 grudnia – 9 grudnia 2007 |